# Zespół Śpiewaczy Św. Cecylia
Stowarzyszenie Zespół Śpiewaczy św. Cecylia – chór amatorski działający przy parafii św. Krzyża w Rumi od 1923 roku.

## Historia
Stowarzyszenie Śpiewacze pod wezwaniem św. Cecylii działa przy parafii św. Krzyża w Rumi od 22 listopada 1923 roku. Od początku istnienia chór nigdy nie zaprzestał swojej działalności, nawet w okresie II wojny światowej. Początkowo chór współdziałał z Orkiestrą Parafialną, lecz została ona rozwiązana.

### Kalendarium
- 1994 – koncerty w Bawarii,
- 1995 – pielgrzymka do Włoch,
- 12 maja 1996 – występ na falach radiowych rozgłośni Radia Maryja,
- 5 czerwca 1999 – występ (wraz z innymi chórami) podczas pielgrzymki Ojca Świętego Jana Pawła II do Polski,
- 2001 – audiencja u papieża,
- 1999 i 2002 – koncerty na Litwie,
- 2007 – wizyta m.in. w Białym Dunajcu,
- 2008 – jubileusz 85-lecia istnienia chóru,
- 2009 – pierwsza edycja Festiwalu Pieśni Maryjnych, który został zapoczątkowany przez Stowarzyszenie,
- 2009 – wyjazd na Ukrainę,
- 2010 – „Grand Prix” IV Pomorskiego Festiwalu Pieśni Wielkopostnej,
- 2010 – wyjazd w Beskidy,
- 2010 – wydanie płyty „Cantante Deo”,
- 2010 – organizacja występu kilku połączonych chórów pt. 100 chórzystów na 100-lecie Roty,
- 19 czerwca 2011 – oprawa muzyczna mszy św. jubileuszowej transmitowanej przez TVP Polonia,
- 2 czerwca 2012 – zdobycie III miejsca i „Brązowej Wstęgi Solczy” na Pierwszym Międzynarodowym Festiwalu Muzyki Chóralnej w Ejszyszkach na Litwie,
- 29.06 – 06.07.2012 – wyjazd do Bawarii,
- 2012 – otrzymanie medalu „Zasłużony dla Powiatu Wejherowskiego”,
- 2012 – wydanie płyty z kolędami „Gloria in Excelsis Deo”,
- 2014 – udział w koncercie jubileuszowym z okazji 60. rocznicy nadania praw miejskich Rumi – wykonanie utworu Dariusza Wojciechowskiego „Missa Brevis Votiva”.

### Dyrygenci
- Edmund Naujoks (1921–1923),
- Burandt  (1924–1933),
- Maciejewski (1930–1933) dyrygent pomocniczy do występów poza kościołem,
- Leon Stankowski (1933–1937 przerwa do 1945),
- ks. Alojzy Knitter (1937–1939 – zamordowany w Piaśnicy),
- W okresie wojny i okupacji  dyrygentami byli żołnierze ze stacjonujących w Rumi jednostek wojskowych: 1939–1944,
- Josef Sporer (1939–?),
- Reuter (?–1943),
- Neumaier (1944),
- Leon Stankowski (1945–1947) w czasie wojny ukrywał się przed gestapo,
- ks. Ludwik Warnecki (1947–1949),
- Schlas (1949),
- Neubauer (1950–1954),
- Roman Koźlinka (1955–1964),
- ks. Henryk Zieniewicz (1964–1969),
- ks. Marian Żuk (1969–1972),
- ks. Stanisław Stachów (1972–1981),
- ks. Jerzy Łaszewski (1982),
- ks. Andrzej Słowik (1982–1985),
- ks. Maciej Szczepankiewicz (1985–1986),
- ks. Stanisław Boguski (1987–1992),
- Henryk Borowski (1992),
- Wojciech Grudnowski (1992–1996),
- Sławomir Wiśniewski (1996–1999),
- Marek Dołkowski (1999–2002),
- Krzysztof Brzozowski (od 2002).

### Opiekun duchowy chóru
- ks. P. Kurowski (1922–1924),
- ks. Władysław Lamparski (1924–1930),
- ks. Fr. Kirstein (1930–1937),
- ks. Alojzy Knitter (1937–1939),
- ks. prob. Rotta (1940–1945),
- ks. Ludwik Warnecki (1945–1949). Pierwszy salezjański proboszcz,
- ks. Jan Cybulski (1949–1964),
- ks. Henryk Jacenciuk (1964–1972),
- ks. Jan Styrna (1972–1982),
- ks. Zbigniew Mroczkowski (1982–1987),
- ks. Ireneusz Trzeszczak (1987–1999),
- ks. W. Jaworski (1999–2001),
- ks. Dariusz Sperkowski (2001–2005),
- ks. Krzysztof Łada (2005–2006),
- ks. Robert Szatanik (2006–2007),
- ks. Janusz Tokarczyk (od 2007–2011),
- ks. Zygmunt Grochowiak (2011–2013),
- ks. Marek Konkol (od września 2013).